# Ilhéu de Santana
L'ilhéu de Santana (en français : « îlot de Santana ») est l'une des plus petites îles de l'archipel qui constitue Sao Tomé-et-Principe, dans le golfe de Guinée. Il est situé à l'est de l'île principale de São Tomé, à 1,5 km de la localité de Santana, dans le district de Cantagalo.
C'est un îlot rocheux inhabité, couvert d'arbustes, dont la hauteur atteint 50 m.